# James Freis

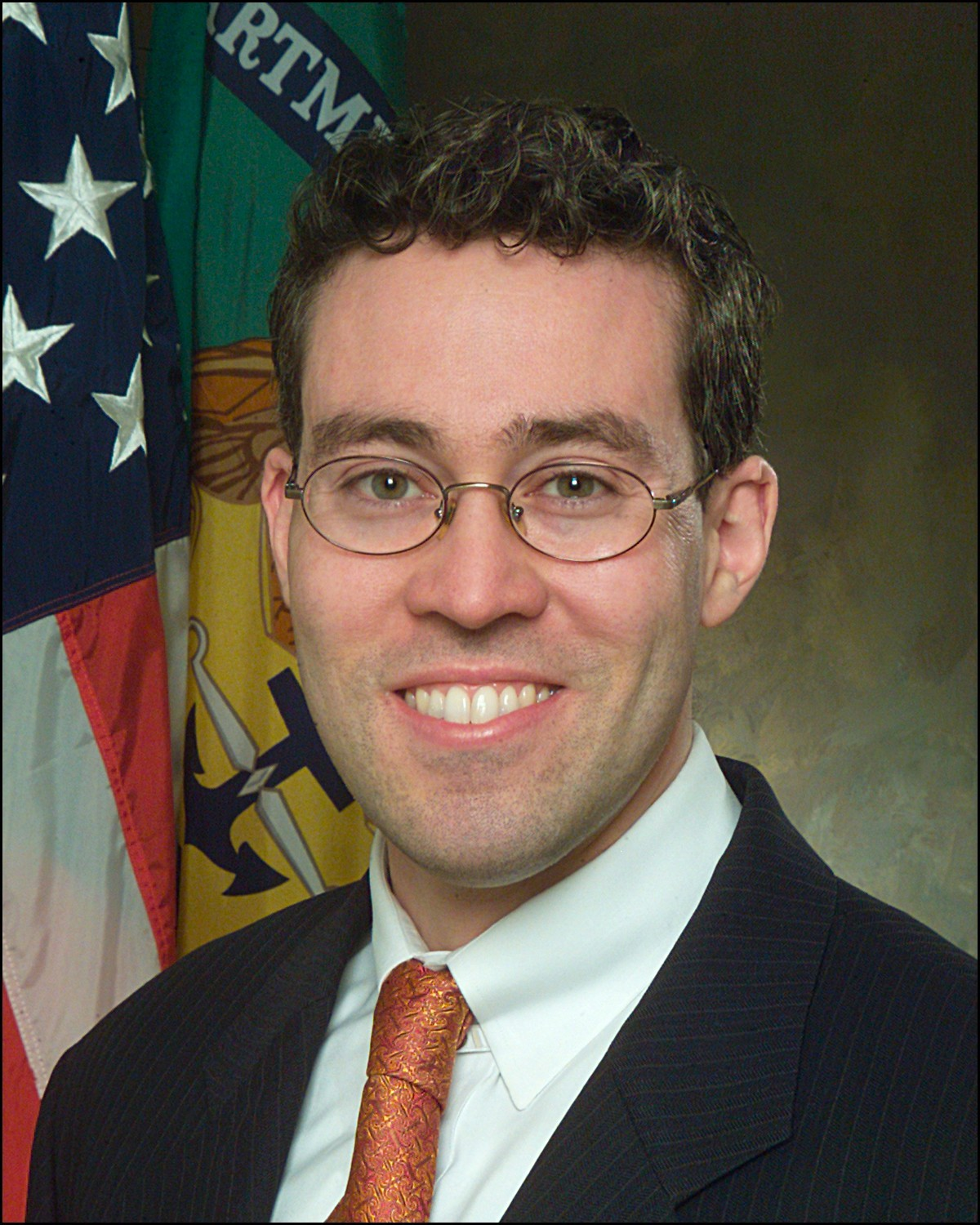
James Freis

James H. Freis, Jr. (* 27. Oktober 1970 in Aberdeen, Maryland) ist ein US-amerikanischer Rechtsanwalt und Manager. Er war vom 18. Juni bis 11. September 2020 Vorstandsvorsitzender der mittlerweile insolventen Wirecard AG.

## Karriere
Freis studierte von 1988 bis 1992 Wirtschaftswissenschaften an der Georgetown University in Washington. Von 1992 bis 1995 studierte er an der Harvard University Jura. Seine erste berufliche Station war von 1996 bis 1999 bei der New Yorker Niederlassung der Federal Reserve Bank, danach wechselte er von 1999 bis 2005 zur Bank für Internationalen Zahlungsausgleich nach Basel. Von 2005 bis 2012 arbeitete Freis sieben Jahre für das US-Finanzministerium, hier war er für Maßnahmen zur Bekämpfung von Geldwäsche und Terrorismusfinanzierung zuständig. Von 2014 bis 2020 war er Managing Director, Group Chief Compliance Officer und Gruppen-Geldwäschebeauftragter bei der Deutsche Börse AG.
Ursprünglich sollte Freis zum 1. Juli 2020 zum Vorstand für Recht und Compliance der Wirecard AG bestellt werden. Aufgrund des Bilanzskandals erfolgte diese Bestellung jedoch schon zum 18. Juni 2020 und bereits am 19. Juni 2020, nach Rücktritt des bisherigen Vorstandsvorsitzenden Markus Braun, wurde Freis zum Interim-Vorstandsvorsitzenden der Wirecard AG bestellt.
Am 12. September 2020 trat er als Vorstandsvorsitzender der Wirecard AG zurück.